# Éric Dupond-Moretti
Éric Dupond-Moretti (Maubeuge, 20 d'abril de 1961) és un advocat penalista i polític francès, famós pel seu nombre rècord d'absolucions. El 6 de juliol de 2020 es va convertir en ministre de Justícia de França al govern del primer ministre Jean Castex.

## Origen
Dupond és l'únic fill de Jean-Pierre Dupond, un treballador del metall d'Avesnois i Elena Moretti, una dona d'Itàlia. Els seus avis paterns, Achille i Louise, també eren obrers. Orfe de pare als quatre anys, la seva mare el va criar sol. Com molts famosos advocats penalistes sense pare (Robert Badinter, Georges Kiejman, Hervé Temime), la seva infància li va atorgar un sentiment d'injustícia. Va cursar l'educació secundària al liceu catòlic Notre-Dame de Valenciennes on va obtenir el batxillerat.

## Trajectòria
Després de prestar jurament com a advocat l'11 de desembre de 1984 a Douai, es va inscriure al Col·legi de l'Advocacia de Lilla. Treballant per a un despatx d'advocats de Lilla, va començar la seva carrera a les Corts laborals i, després com a advocat, nomenat per un tribunal sota la tutoria de l'advocat de Lilla Jean Descamps i l'advocat de Tolosa de Llenguadoc, Alain Furbury. Pels seus resultats (més de 145 absolucions el 2019), va rebre el sobrenom d'«Acquittator» (acquittor + matador) als tribunals.
El febrer de 2006 va obtenir l'absolució de Jean Castela, acusat de ser col·laborador necessari de l'assassinat del prefecte Claude Érignac, a Còrsega, quan en primera instància va ser condemnat a trenta anys de presó.
El 2013 va rebutjar la condecoració de la Legió d'Honor.

## Cinema
Va interpretar-se a si mateix a la pel·lícula de 2013 de Claire Denis Bastards. Anys després, al 2017, Va interpretar el paper d'un jutge a la pel·lícula de Claude Lelouch, Chacun sa vie.

## Política
Va presidir el comitè de suport a Martine Aubry a les eleccions municipals de 2008 a Lilla. També va signar una carta a favor seu a Libération abans de les primàries presidencials del Partit Socialista de 2011.
El maig de 2015 va declarar el seu suport a la prohibició del Front Nacional.
El 6 de juliol de 2020 va ser nomenat ministre de Justícia francès (Garde des Sceaux) pel president Emmanuel Macron al govern del primer ministre Jean Castex.

## Vida personal
El 1991 es va casar amb Hélène, una exadvocada que havia conegut durant un judici, i van tenir dos fills.
Caçador apassionat, posseeix una masia flamenca amb gossos cobradors i ocells entrenats per a la falconeria.
Posteriorment es va divorciar i des d'abril de 2016 manté una relació amb la cantant Isabelle Boulay.

## Publicacions
- Bête noire, éditions Michel Lafon, 2012 (amb Stéphane Durand-Souffland)
- Le Calvaire et le Pardon, éditions Michel Lafon, 2013 (amb Loïc Sécher)
- Directs du droit, éditions Michel Lafon, 2017 (amb Stéphane Durand-Souffland)
- Le Droit d'être libre, éditions de l'Aube, 2018 (amb Denis Lafay)
- Ma Liberté, éditions de l'Aube, 2019 (amb Denis Lafay)